# Meciul dintre Isner și Mahut al Turneului de la Wimbledon din 2010
Meciul dintre Isner și Mahut al Turneului de la Wimbledon din 2010 este cel mai lung meci de tenis înregistrat vreodată. Acesta s-a disputat pe durata a 3 zile, având în total 11 ore și 5 minute. În final John Isner (Statele Unite) l-a învins pe Nicolas Mahut din Franța cu scorul de 6–4, 3–6, 6–7(7), 7–6(3), 70–68.